# Galeomma turtoni
Galeomma turtoni is een tweekleppigensoort uit de familie van de Galeommatidae. De wetenschappelijke naam van de soort is voor het eerst geldig gepubliceerd in 1825 door [Anonymous].